# 雪森さくら
雪森 さくら（ゆきもり さくら、8月2日 - ）は、日本の漫画家。愛知県出身。血液型はA型。代表作は『箱庭テレパシー』など。

## 作品リスト

### 漫画作品

#### 連載
- 王子様拾いました（『マーガレット』2009年13号 - 19号）
- シュガーブラッド･ユニセックス（『カグヤ』2010年vol.6 - vol.8、『カグヤSPADE』2011年vol.1 - vol.5[3]、全8話） - 単行本未収録。
- もえこい[4]（『COMIC ポラリス』2012年11月8日 - 2013年2月14日、全5話） - 単行本未収録。
- 箱庭テレパシー（『COMIC ポラリス』2013年4月25日 - 2014年10月23日）
- これでも漫画研究部 LINE4コマ（『マーガレット』2013年9号[5] - 24号）
- 九十九くんの愛はまちがっている（『なかよし』2016年2月号[6] - 8月号）
- きみはこわれた王子くん（『マーガレット』2017年21号[7] - 2018年11号）
- 微熱男子のおおせのまま（『Palcy』2018年3月19日[8] - 2019年4月7日）
- キスは、原稿のあとで（『月刊プリンセス』2019年9月号[9] - 2021年10月号[10]）
- 新婚だけど片想い（『なかよし』2020年8月号[11] - 2024年9月号[12]、2024年11月号[13]‐2024年12月号[14]）

#### 読み切り
- そして僕らは恋を知る（『マーガレット』2007年4号） - デビュー作。単行本未収録。
- リアル・ドラマチック（『ザ マーガレット』2007年2月号） - 単行本未収録。
- 夢見る君に、不機嫌なキス（『ザ マーガレット』2007年9月号） - 単行本未収録。
- ロボとひみつ（『マーガレット』2008年3・4合併号） - 『恋をするヒマもない！』に収録。
- 君のうなじに恋してる（『ザ マーガレット』2008年3月号） - 単行本未収録。
- ストロベリィキス（『マーガレット』2008年9号 - 11号） - 単行本未収録。
- 彼とひみつの×××（『マーガレット』2008年21号） - 『恋をするヒマもない！』に収録。
- きみの世界、きみのおと（『ザ マーガレット』2008年12月号） - 単行本未収録。
- とまとまとまと!（『ザ マーガレット』2009年1月号） - 『恋をするヒマもない！』に収録。
- うそつきライオン（『マーガレット』2009年9号） - 『恋をするヒマもない！』に収録。
- ハニパレ☆〜honey parade〜（『ザ マーガレット』2009年7月号） - 単行本未収録。
- 私だけの天才くん（『ザ マーガレット』2010年1月号） - 単行本未収録。
- いとしのお隣さま（『マーガレット』2010年12号） - 単行本未収録。
- 未来からキス（『ザ マーガレット』2010年6月号） - 単行本未収録。
- 恋をするヒマもない！（『ザ マーガレット』2010年4月号） - 『恋をするヒマもない！』に収録。
- 恋のその先にあるものは（『恋をするヒマもない！』2010年） - 単行本描きおろし。
- はつ恋ドロップ（『ザ マーガレット』2011年4月号） - 単行本未収録。
- 王子様拾いました〜おつき合いはじめました〜（『東日本大震災チャリティー漫画本 PARTY! SORA』[15]2011年[16][17]） - 計37人の作家による作品。
- けだるげ男子萌え（『マーガレット』2011年10号別冊ふろく『モエゴコロ』[18]） - 単行本未収録。
- 少年少女パラドクス（『マーガレット』2011年11号） - 単行本未収録。
- ご主人さまに口づけを（『ザ マーガレット』2011年10月号） - 単行本未収録。
- 小林ゆう伝説（『マーガレット』2011年19号別冊ふろく『夢を叶えるマーガレット』） - 単行本未収録。
- 萌えですか恋ですか〜2次元王子と委員長〜[19][20]（『FlexComixフレア』2011年11月17日） - 単行本未収録。
- 世界で一番好きなひと（『マーガレット』2012年2号別冊ふろく『きよしこのよる』） - 単行本未収録。
- 片恋ロボット（『月刊プリンセス』2012年2月号） - 『初恋童話シリーズ (1) 人魚姫にくちづけを』に収録。
- 偽恋ロボット（『月刊プリンセス』2012年5月号） - 単行本未収録。
- アリスと空（『ザ マーガレット』2013年4月号） - 単行本未収録。
- 初恋ロボット（『月刊プリンセス』2014年3月号） - 単行本未収録。
- 失恋ロボット（『月刊プリンセス』2015年1月号） - 『初恋童話シリーズ (1) 人魚姫にくちづけを』に収録。
- シンデレラのゆううつ（『月刊プリンセス』2015年6月号） - 『初恋童話シリーズ (1) 人魚姫にくちづけを』に収録。
- 七緒くんはマンガ家王子さま（『なかよし』2015年8月号） - 『九十九くんの愛はまちがっている』2巻に併録。
- 『弱虫ペダル』のアンソロジー寄稿作品（原作：渡辺航、『弱虫ペダル 公式アンソロジー 放課後ペダル3』2015年[21][22]）
- 嘘つき狼くんと泣き虫赤ずきんちゃん（『月刊プリンセス』2015年10月号） - 『初恋童話シリーズ (1) 人魚姫にくちづけを』に収録。
- 人魚姫にくちづけを（『月刊プリンセス』2015年12月号） - 『初恋童話シリーズ (1) 人魚姫にくちづけを』に収録。
- 白雪姫と私の毒リンゴ（『月刊プリンセス』2016年3月号） - 『白雪姫と甘い毒』に収録。
- 『刀剣乱舞-ONLINE-』のアンソロジー寄稿作品（『刀剣乱舞-ONLINE- アンソロジー -出陣準備中！-』2016年[23][24]）
- 不機嫌な眠り姫（『月刊プリンセス』2016年9月号） - 『白雪姫と甘い毒』に収録。
- つばさくんの愛は正しい（『九十九くんの愛はまちがっている』2巻、2016年）
- 『KING OF PRISM by PrettyRhythm』のアンソロジー寄稿作品（『KING OF PRISM by PrettyRhythm 4コマアンソロジー ゴールデンエイジ編』2016年[25][26]）
- きみはワガママかぐや姫（『月刊プリンセス』2017年3月号） - 『白雪姫と甘い毒』に収録。
- 思春期女子のあるきかた［あかり中学生編］（『なかよし』2017年5月号[27]） - 『微熱男子のおおせのまま』2巻に併録。
- かえると王女さま（『月刊プリンセス』2017年7月号） - 『白雪姫と甘い毒』に収録。
- 思春期男子のわらいかた（『なかよし』2017年9月号） - 単行本未収録。
- 思春期女子のはじめかた（『なかよし』2018年1月号[28]） - 単行本未収録。
- 思春期女子のはじめかた [あかりと二宮過去編]（『なかよし』2018年1月号） - 『微熱男子のおおせのまま』3巻に併録。
- 初恋と童話（『月刊プリンセス』2018年4月号） - 『白雪姫と甘い毒』に収録。
- 番外編 微熱男子のひみつ（『微熱男子のおおせのまま』1巻、2018年）
- 5年後のおさななじみ（『きみはこわれた王子くん』2巻、2018年） - 単行本描きおろし。

### 書籍
- 『王子様拾いました』集英社〈マーガレットコミックス〉、2009年11月25日発売[29]、ISBN 978-4-08-846464-0
- 『恋をするヒマもない！』集英社〈マーガレットコミックス〉、2010年5月25日発売[30]、ISBN 978-4-08-846532-6
- 『箱庭テレパシー』[31]、ほるぷ出版〈ポラリスCOMICS〉2013年 - 2014年、全3巻
  1. 2013年11月15日発売[32]、ISBN 978-4-593-88081-2
  2. 2014年4月15日発売[33]、ISBN 978-4-593-88096-6
  3. 2014年10月15日発売[34]、ISBN 978-4-593-88104-8
- 『好きというのは嘘のウソです』、秋田書店〈プリンセスコミックス〉2013年 - 2014年、全2巻
  1. 2013年11月15日発売[35][36]、『月刊プリンセス』2013年2月号[37] - 6月号、ISBN 978-4-253-27141-7
  2. 2014年1月16日発売[38]、『月刊プリンセス』2013年8月号 - 12月号、ISBN 978-4-253-27142-4
- 『これでも漫画研究部 LINE4コマ』集英社〈マーガレットコミックス〉、2014年1月24日発売[39]、ISBN 978-4-08-845158-9
- 『初恋童話シリーズ (1) 人魚姫にくちづけを』秋田書店〈プリンセスコミックス〉、2016年2月16日発売[40][41]、ISBN 978-4-253-27139-4
- 『九十九くんの愛はまちがっている』、講談社〈講談社コミックスなかよし〉2016年、全2巻
  1. 2016年4月13日発売[42]、ISBN 978-4-06-391512-9
  2. 2016年8月12日発売[43]、ISBN 978-4-06-391525-9
- 『きみはこわれた王子くん』、集英社〈マーガレットコミックス〉2018年、全2巻
  1. 2018年2月23日発売[44][45]、ISBN 978-4-08-845891-5
  2. 2018年6月25日発売[46]、ISBN 978-4-08-844053-8
- 『白雪姫と甘い毒』秋田書店〈プリンセスコミックス〉、2018年3月16日発売[47]、ISBN 978-4-253-27140-0）
- 『微熱男子のおおせのまま』、講談社〈KCデラックス〉2018年 - 2019年、全4巻
  1. 2018年4月13日発売[48][49]、ISBN 978-4-06-511396-7
  2. 2018年10月12日発売[50]、ISBN 978-4-06-513617-1
  3. 2018年11月13日発売[51]、ISBN 978-4-06-513703-1
  4. 2019年4月12日発売[52]、ISBN 978-4-06-515373-4
- 『キスは、原稿のあとで』、秋田書店〈プリンセスコミックス〉2020年 - 2021年、全4巻
  1. 2020年8月17日発売[53][54]、ISBN 978-4-253-27375-6
  2. 2020年9月16日発売[55]、ISBN 978-4-253-27376-3
  3. 2021年3月16日発売[56][57]、ISBN 978-4-253-27377-0
  4. 2021年11月16日発売[58]、ISBN 978-4-253-27376-3
- 『新婚だけど片想い』、講談社〈KCデラックス〉2020年 - 2025年、全11巻

### イラスト
- （懸賞用カラーカット）（集英社、『マーガレット』2007年7号、2008年3・4合併号、24号）
- （星占いコーナー）（集英社、『マーガレット』2008年1･2合併号 - 24号）
- 妄想彼氏事典（2009年4月1日発売[59]、著:妄想乙女研究会、編:フォレストページ、ぶんか社、ISBN 978-4-8211-4225-5）
- （タイトル不明）（集英社、『Myojo』2009年8月号）
- （タイトル不明）（集英社、『マーガレット』2011年3・4合併号別冊ふろく『BOY'S SPIN♡OFF』）
- ナポレオンジャケット萌え![60]（集英社、『マーガレット』2011年13号『モエゴコロ』Part2）
- イケメン不良くんは、お嬢様を溺愛中。（スターツ出版、『ケータイ小説文庫』2019年11月25日、著：涙鳴）
- お前、可愛すぎて困るんだよ！（スターツ出版、『ケータイ小説文庫』2020年4月25日、著：立川凛音）

## 関連人物
- 森下suu[45] - 『きみはこわれた王子くん』1巻に推薦文を寄稿している。